# Touch Too Much
«Touch Too Much»  es la cuarta canción del álbum de estudio de la banda australiana de hard rock AC/DC de 1979 Highway to Hell, cantada por el vocalista Bon Scott, que murió al año siguiente.
La portada del sencillo en muchos países fue lanzada con la fotografía de la banda invertida, mostrando incorrectamente a los hermanos Young y al bajista Cliff Williams tocando los instrumentos con la mano izquierda.
Una canción con el mismo nombre se encuentra en el álbum Volts, que forma parte de su box set Bonfire, lanzado en 1997. Otra canción sin relación con el mismo nombre aparece en el álbum de Hot Chip, Made in the Dark.
La canción apareció en la banda sonora del videojuego Grand Theft Auto: Episodes From Liberty City. Pero en 2018 la canción fue eliminada de la estación por derechos de autor

## Posición en las listas
| Lista (1980)         | Posición |
| -------------------- | -------- |
| German Singles Chart | 13       |

## Lista de canciones
Todas las letras escritas por Bon Scott, Angus Young y Malcolm Young, toda la música compuesta por AC/DC. 
| Lanzamiento promocional |        |          |  |
| N.º                     | Título | Duración |  |

## Personal
- Bon Scott – voz
- Angus Young – guitarra
- Malcolm Young – guitarra rítmica, voz secundaria
- Cliff Williams – bajo, voz secundaria
- Phil Rudd – batería

## Versiones
- La banda serbia de hard rock Cactus Jack grabó una versión de la canción para su álbum en vivo DisCover en 2002.